# Leptoctenus daoxianensis
Leptoctenus daoxianensis is een spinnensoort in de taxonomische indeling van de kamspinnen (Ctenidae).
Het dier behoort tot het geslacht Leptoctenus. De wetenschappelijke naam van de soort werd voor het eerst geldig gepubliceerd in 2000 door Chang-Min Yin, Guo Tang & Gong.